# Kamień runiczny z Tullstorp

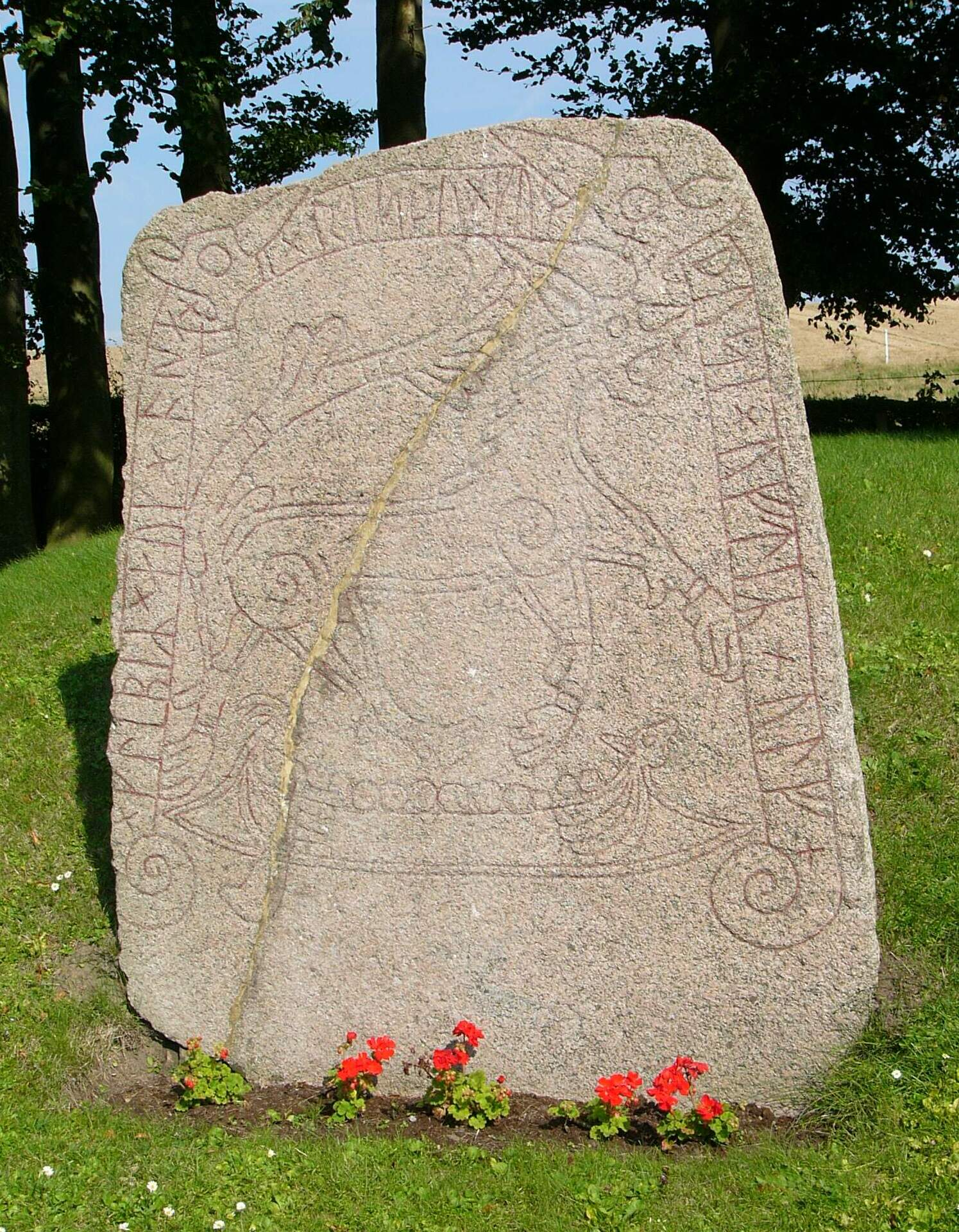
Kamień runiczny z Tullstorp

Kamień runiczny z Tullstorp (DR 271) – granitowy kamień runiczny o wysokości 1,70 m, znajdujący się w Tullstorp w prowincji Skania w Szwecji.
Kamień wykonany został około 1000 roku. Dokładne jego pochodzenie nie jest znane. W XIX wieku znajdował się, przełamany na dwie części, wmurowany w ścianę kościoła w Tullstorp. Dopiero po rozbiórce świątyni w 1846 roku został wydobyty i złączony w całość. Na kamieniu przedstawiony został okręt wyobrażający podróż do Walhalli, ponad którym znajduje się zwierzę (wilk? smok? lew?) o niejasnym znaczeniu symbolicznym. Inskrypcja runiczna ma postać wstęgi zakończonej wilczymi paszczami. Jej treść głosi:
× klibiR × auk × osa ×
× risþu × kuml +
þusi × uftiR × ulf +
co znaczy: Kleppir/Glippir i Ása wznieśli ten pomnik ku pamięci Ulfra.